# Công Tây Dư Như
Công Tây Dư Như (tiếng Trung: 公西輿如; bính âm: Gongxi Yuru), hay Công Tây Dữ Như (公西與如), Công Tây Dữ (公西與), tự Tử Thượng (子上), tôn xưng Công Tây Tử (公西子), người nước Lỗ thời Xuân thu, là một trong thất thập nhị hiền của Nho giáo.

## Cuộc đời
Cuộc đời của Công Tây Dư Như không được ghi chép lại. Năm 72, thời Hán Minh Đế, Công Tây Dư Như được phối thờ trong Khổng miếu.